# Бугай Олександр Олександрович
Олександр Олександрович Бугай (нар. 23 квітня 1963, с. Зарічне, Рівненська область) — український військовий лікар, полковник Медичних сил Збройних сил України. Начальник клініки Національного військово-медичного клінічного центру «ГВКГ». Заслужений лікар України (2020).

## Життєпис
Олександр Бугай народився 23 квітня 1963 року в с. Зарічне, нині Бугринської громади Рівненського району Рівненської области України.
Закінчив Вінницький медичний інститут (1989), військово-медичний факультет Саратовського медичного інституту (1991, спеціальність — лікувальна справа), Військово-медичний інститут Української військово-медичної академії (1997, спеціальність — анестезіологія).
Нині —  начальник клініки невідкладної медичної допомоги, інтенсивної терапії, анестезіології, реанімації та детоксикації Національного військово-медичного клінічного центру «ГВКГ» та головний анестезіолог Збройних сил України. За 2019 рік в клініці було проліковано 1100 хворих, проведено 10 143 анестезії, 580 з них особисто Олександром Бугаєм.
Учасник бойових дій. У 1999 році брав участь у складі багатонаціональних Сил стабілізації НАТО у підтримці миру на території Боснії і Герцеговини. Надавав практичну та консультативну допомогу в зоні АТО/ООС.
Автор 13 та співавтор 36 наукових публікації. Брав участь у написанні розділів «Вказівки з воєнно-польової хірургії», навчального посібник «Анестезіологія та реаніматологія».

## Нагороди
- заслужений лікар України (4 грудня 2020) — за особисті заслуги у зміцненні обороноздатності Української держави, мужність і самовіддані дії, виявлені у захисті державного суверенітету та територіальної цілісності України, зразкове виконання військового обов'язку[3];
- пам'ятний нагрудний знак «Воїн-миротворець» (2006), нагрудні знаки «Знак пошани» (2006), «За військову доблесть» (2016), медаль «Ветеран служби» (2014) Міністерства оборони України;
- відзнака «Знак пошани» Національної медичної палати України (2015);
- почесний нагрудний знак «За заслуги перед Збройними силами України» (2016).